# Ланж, Тед
Теодор Уильям Ланж III (англ. Theodore William Lange III; род. 5 января 1948, Окленд, Калифорния) — американский актёр, режиссёр и сценарист.

## Биография
Родился 5 января 1948 года в Окленде, штат Калифорния. Его родители работали в театре и на телевидении. 
Окончил Оклендскую техническую среднюю школу, а затем получил степень младшего специалиста по искусству в колледже Мерритта. Летом  1968 года Ланж выиграл стипендию на Шекспировском фестивале в Колорадском университете.

## Карьера
После окончания колледжа Ланж начал выступать в театре, появляясь в постановках в качестве приглашенного артиста в Университете Санта-Клары.
Ланж дебютировал на экране в мюзикле «Волосы», а также выступал в моноспектакле «За маской: Вечер с Полом Лоренсом Данбаром». В 1973 году Ланж появился в документальном фильме «Уоттстакс», а в 1974 году сыграл в фильме «Чёрный пояс Джонс».
В начале 1980-х годов Ланж поступил в летнюю школу Королевской академии драматического искусства, где проходил обучение по совершенствованию актёрских навыков.
С 1987 года Ланж появился в кинокартинах «227», «Парень познаёт мир», «Король Квинса», «Клиника», «Дрейк и Джош», «Ясновидец» и «Шоу Кливленда».
В 1999 году Ланж выступил в качестве режиссёра двух эпизодов сериала «Лодка любви: Следующая волна». Также он многократно был драматургом и режиссёром театральных постановок.

## Личная жизнь
В 1978 году Ланж женился на Шерил Томпсон, но в 1989 году пара рассталась. У них было двое детей. В 2001 году Ланж женился на Мэри Лей. 
Мать Теда, Джерри Ланж, была личным секретарём мэра Сан-Франциско, а затем вела телепередачу на канале KBHK. Она умерла 10 апреля 2021 года в возрасте 96 лет.